# HD137747
HD137747 — хімічно пекулярна зоря спектрального класу A4, що має видиму зоряну величину в смузі V приблизно  8,2.
Вона  розташована на відстані близько 614,2 світлових років від Сонця.